# Tomoyuki Hirase
Tomoyuki Hirase (平瀬 智行, Hirase Tomoyuki) est un footballeur japonais né le 23 mai 1977 dans la préfecture de Kagoshima au Japon.